# Librairie philosophique J. Vrin

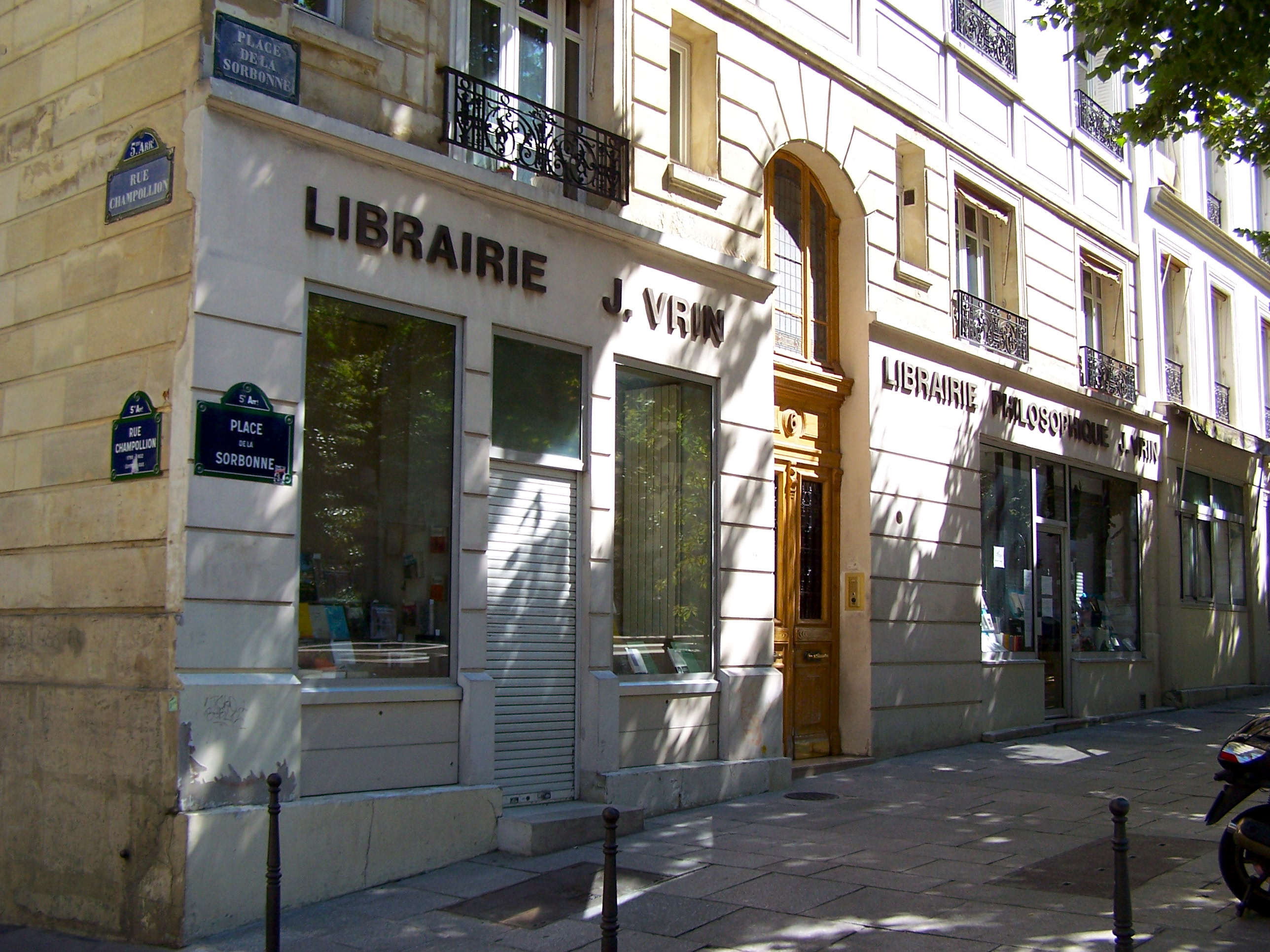
Die Librairie philosophique J. Vrin, 2013.

Die Librairie philosophique J. Vrin ist eine Buchhandlung und ein aus ihr hervorgegangener Verlag in Paris. Die Buchhandlung wurde 1911 durch Joseph Vrin (1884–1957) gegründet und ist an der Place de la Sorbonne gelegen. Sie gilt als größte ausschließlich auf Philosophie spezialisierte Buchhandlung Europas. Der Verlag wurde 1926 gegründet und ist ebenfalls auf philosophische Fachliteratur spezialisiert.
1911 kaufte Vrin die Librairie Thomas et Mulot an der 6, Place de la Sorbonne. Eine weitere Buchhandlung erwarb er in den 1920er Jahren an der 71, Rue Saint-Jacques. In der Folge kaufte er auch den Buchbestand der Librairie Thiebault, Rue des Écoles, auf.
Zum Sortiment gehören unter anderem von französischen Philosophen wie Pierre Magnard und Henri Gouhier herausgegebene Sammelbände zur Geschichte der Philosophie, ebenso von Jean Pépin und anderen herausgegebene Editionen zur antiken Philosophie. Darüber hinaus sind Schriftenreihen zum Mittelalter und zur Renaissance und weitere Werke zur Ästhetik und zu sonstigen Themen erhältlich.
Im Roman L’Elégance du hérisson (2006) der französischen Autorin Muriel Barbery wird die Buchhandlung rezipiert.